# Hochei de masă

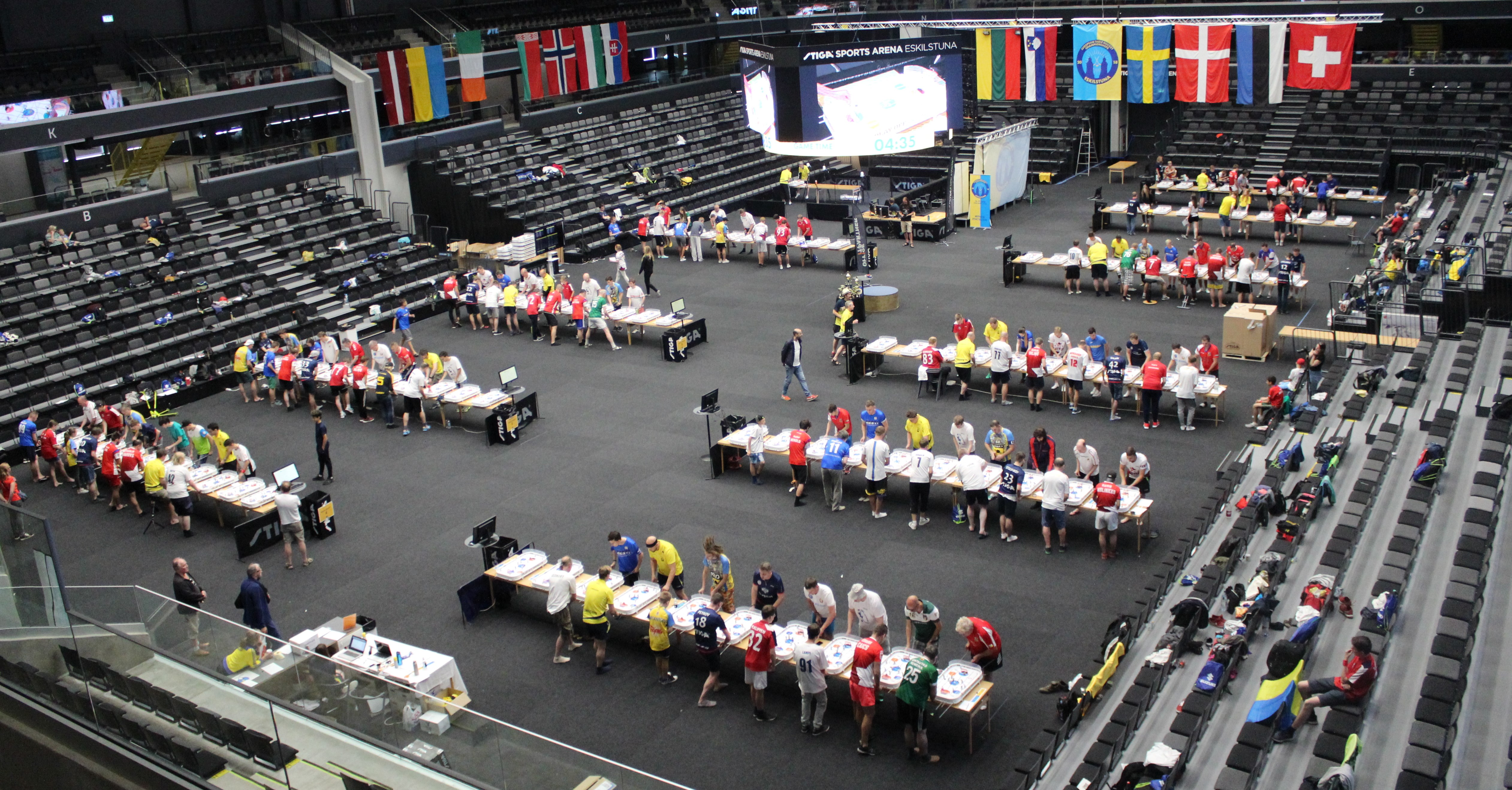
Campionatul Europene din Eskilstuna (Suedia), 2018.

Hochei de masă este un sport între 2 jucători. Jucătorii folosesc un teren mic (aproximativ 100x50 cm), copiind hocheiul pe gheață, cu lansete sub suprafață, controlând figurine mici. Scopul acestui joc este înscrierea de puncte în poarta adversarului.
Țările în care hocheiul de masă este popular sunt aproape aceleași cu țările care joacă bine hochei pe gheață. Liderii sunt Rusia, Letonia, Ucraina, Finlanda și Suedia; altele sunt Canada, Statele Unite, Norvegia, Republica Cehă și Estonia. În Letonia, hocheiul de masă este recunoscut ca sport oficial și primește sprijin de stat; în alte țări statutul său este mai scăzut. Clasamentul mondial ITHF conține peste 10.000 de jucători.

## Istorie
Hocheiul de masă își are originea în 1932, când dulgherul canadian Munro a făcut prima masă. Dar originea ca sport a fost la Campionatul Suediei în 1982.
Primul Campionat Mondial a avut loc la Stockholm în 1989 și a fost câștigat de suedezi. Acum Campionatele Mondiale au loc la fiecare doi ani, în alți ani se întâmplă Campionatele Europene.

## Reguli
- Un meci durează minimum 5 minute. Timpul trece chiar și atunci când pucul nu este în joc.
- În principiu, o remiză este posibilă, cu excepția meciurilor de eliminare directă, când este necesar să se anunțe un câștigător - atunci poate fi anunțat un câștigător dacă se folosește regula „golului de aur”.
- Scopul este numărat numai dacă pucul rămâne în ușă.[4]